# 圣玛丽拉布朗什
圣玛丽拉布朗什（法語：Sainte-Marie-la-Blanche，法語發音：[sɛ̃t maʁi la blɑ̃ʃ]）是法国科多尔省的一个市镇，属于博讷区。

## 地理
圣玛丽拉布朗什（46°58'40"N, 4°53'28"E）面积6.79 平方千米，位于法国勃艮第-弗朗什-孔泰大區科多尔省，该省份为法国中东部省份，北起奥布省，西接涅夫勒省和约讷省，南至索恩-卢瓦尔省，东南接汝拉省，东临上索恩省，东北部与上马恩省接壤。
与圣玛丽拉布朗什接壤的市镇（或旧市镇、城区）包括：勒韦尔努瓦、孔贝尔托、梅尔瑟伊、默尔桑日、蒙塔尼莱博讷、圣卢-热昂日。

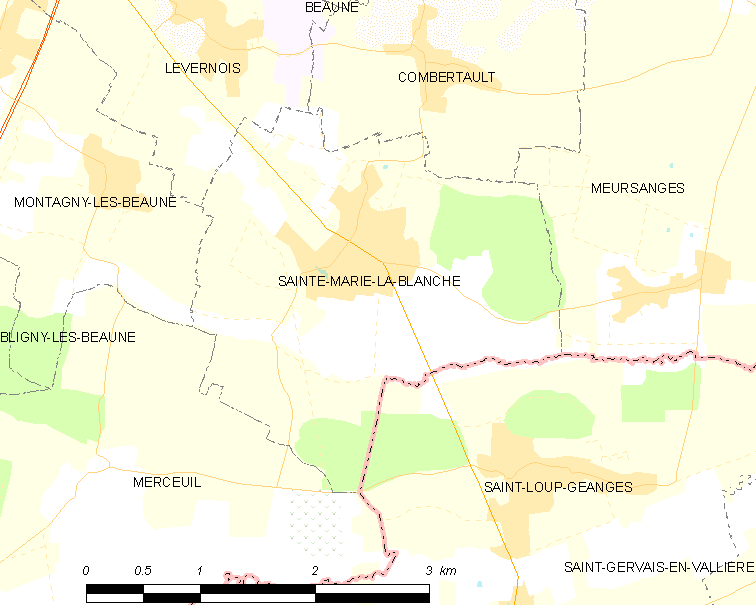
圣玛丽拉布朗什的OSM定位图

圣玛丽拉布朗什的时区为UTC+01:00、UTC+02:00（夏令时）。

## 行政
圣玛丽拉布朗什的邮政编码为21200，INSEE市镇编码为21558。

## 政治
圣玛丽拉布朗什所属的省级选区为拉杜瓦-塞里尼县。

## 人口

1962-2008年间圣玛丽拉布朗什人口变化图示

圣玛丽拉布朗什于2022年1月1日时的人口数量为917人。